# Platja de l'Estany (l'Ametlla de Mar)
La platja de l'Estany és una platja seminatural del municipi de l'Ametlla de Mar (Baix Ebre), situada entre el Port de l'Estany, a llevant, i un roquissar, a ponent, que la separa de la platja de Port Olivet. Orientada al sud-est, té una longitud de 184 metres i una amplada mitjana de 53 metres, formada per còdols i sorra mitjana i fina. Disposa de guingueta, bar restaurant, senyalització, servei de socorrisme i salvament, accés per a persones amb mobilitat reduïda, dutxes, sanitaris i zona d’aparcament. L'Agència Catalana de l'Aigua efectua un control setmanal de la qualitat de l'aigua, durant la temporada de bany, amb el resultat d'excel·lent.
Entre la platja de l'Estany i la platja de Port Olivet hi ha un búnquer d’artilleria de costa de la Guerra Civil espanyola, anomenat les Fortificacions.